# Tiriolo
Tiriolo là một đô thị thuộc tỉnh Catanzaro trong vùng Calabria phía nam Italia. 
Các đô thị giáp ranh: Catanzaro, Gimigliano, Marcellinara, Miglierina, San Pietro Apostolo và Settingiano.

## Liêt kết ngoàis
- Lưu trữ ngày 12 tháng 3 năm 2007 tại Wayback Machine Tourist Association